# Karen Aslanián
Karen Aslanián (en armenio: Կարեն Ասլանյան; Ereván, 22 de julio de 1995) es un deportista armenio que compite en lucha grecorromana.
Ganó una medalla de bronce en el Campeonato Mundial de Lucha de 2024 y cuatro medallas de bronce en el Campeonato Europeo de Lucha entre los años 2018 y 2025.

## Palmarés internacional
| Campeonato Mundial | Campeonato Mundial      | Campeonato Mundial | Campeonato Mundial |
| Año                | Lugar                   | Medalla            | Categoría          |
| ------------------ | ----------------------- | ------------------ | ------------------ |
| 2024               | Tirana (Albania)        | Medalla de bronce  | 63 kg              |
| Campeonato Europeo |                         |                    |                    |
| Año                | Lugar                   | Medalla            | Categoría          |
| 2018               | Kaspisk (Rusia)         | Medalla de bronce  | 67 kg              |
| 2019               | Bucarest (Rumania)      | Medalla de bronce  | 67 kg              |
| 2020               | Roma (Italia)           | Medalla de bronce  | 67 kg              |
| 2025               | Bratislava (Eslovaquia) | Medalla de plata   | 63 kg              |